# Blencoe Falls
Blencoe Falls är ett vattenfall i Australien. Det ligger i delstaten Queensland, omkring 1 300 kilometer nordväst om delstatshuvudstaden Brisbane.
Trakten runt Blencoe Falls är nära nog obefolkad, med mindre än två invånare per kvadratkilometer.. Det finns inga samhällen i närheten. 
I omgivningarna runt Blencoe Falls växer huvudsakligen savannskog. Genomsnittlig årsnederbörd är 1 260 millimeter. Den regnigaste månaden är februari, med i genomsnitt 317 mm nederbörd, och den torraste är september, med 6 mm nederbörd.